# Теория национальной безопасности
Теория национальной обеспеченности  — междисциплинарное направление фундаментальной науки, которое изучает состояние защищенности национальных интересов человека, общества и государства от различных опасностей и угроз
.

## История
Термин «национальная безопасность» появился в политологии после Второй мировой войны, когда в 1947 г. в США был принят закон «О национальной безопасности», но впервые это понятие употребил президент США Т. Рузвельт в своём послании конгрессу США в 1904 году
. Продолжением исследования стали методологические разработки американского политолога Г. Моргентау, в которых национальная безопасность понимается как безопасность граждан, общества и государства.
В Российской Федерации правовым актом, давшим основу теоретической и практической деятельности в сфере обеспечения национальной безопасности, стал Закон от 05.03.1992 г. № 2446-1 «О безопасности». В этом законе были введены такие понятия, как «безопасность личности», «безопасность общества» и заложена триада «личность — общество — государство».
В Конституции Российской Федерации указываются следующие виды безопасности
: безопасность государства (государственная безопасность), оборона и безопасность, общественная безопасность, безопасность граждан (людей), экологическая безопасность, безопасность труда.
Понятие «национальная безопасность» впервые было использовано в Федеральном законе от 20.02.1995 № 24 ФЗ «Об информации, информатизации и защите информации».
В 2009—2015 гг. основополагающим документом в этой области являлась «Стратегия национальной безопасности Российской Федерации до 2020 года», которую сменила новая редакция «Стратегии национальной безопасности Российской Федерации», принятая Указом Президента РФ от 31.12.2015 N 683.

## Стратегия национальной безопасности Российской Федерации до 2020 года
В Законе Российской Федерации «О безопасности» (1992 г., утратил силу), «безопасность» определялась как состояние защищённости жизненно важных интересов личности, общества и государства от внутренних и внешних угроз. В Законе Российской Федерации «О безопасности» в редакции 2010 года (от 28.12.2010 г. № 390-ФЗ) трактовка понятия «безопасность» отсутствует.
В «Стратегии национальной безопасности Российской Федерации до 2020 года» были даны основные понятия теории национальной безопасности:
Национальная безопасность — состояние защищённости личности, общества и государства от внутренних и внешних угроз, которое позволяет обеспечить конституционные права, свободы, достойное качество и уровень жизни граждан, суверенитет, территориальную целостность и устойчивое развитие Российской Федерации, оборону и безопасность государства.
Национальные интересы Российской Федерации — совокупность внутренних и внешних потребностей государства в обеспечении защищённости и устойчивого развития личности, общества и государства.
Угроза национальной безопасности — прямая или косвенная возможность нанесения ущерба конституционным правам, свободам, достойному качеству и уровню жизни граждан, суверенитету и территориальной целостности, устойчивому развитию Российской Федерации, обороне и безопасности государства.
Стратегические национальные приоритеты — важнейшие направления обеспечения национальной безопасности, по которым реализуются конституционные права и свободы граждан Российской Федерации, осуществляются устойчивое социально-экономическое развитие и охрана суверенитета страны, её независимости и территориальной целостности.
Система обеспечения национальной безопасности — силы и средства обеспечения национальной безопасности, сосредотачивающие свои усилия и ресурсы на обеспечении национальной безопасности во внутриполитической, экономической, социальной сферах, в сфере науки и образования, в международной, духовной, информационной, военной, оборонно-промышленной и экологических сферах, а также в сфере общественной безопасности.
Силы обеспечения национальной безопасности — Вооружённые Силы Российской Федерации, другие войска, воинские формирования и органы, в которых федеральным законодательством предусмотрена военная и (или) правоохранительная служба, а также федеральные органы государственной власти, принимающие участие в обеспечении национальной безопасности государства на основании законодательства Российской Федерации.
Средства обеспечения национальной безопасности — технологии, а также технические, программные, лингвистические, правовые, организационные средства, включая телекоммуникационные каналы, используемые в системе обеспечения национальной безопасности для сбора, формирования, обработки, передачи или приёма информации о состоянии национальной безопасности и мерах по её укреплению.
В теории национальной безопасности также активно используются следующие понятия:
Опасность — наличие и действие сил (факторов), которые являются деструктивными и дестабилизирующими по отношению к какой-либо конкретной системе и которые способны нанести ущерб данной системе, временно вывести её из строя или полностью уничтожить
.
Стабильность — динамичное состояние, которое при изменении внешних и внутренних воздействий позволяет системе сохранять свои основные качественные и количественные параметры в установленных пороговых пределах
.
В теории национальной безопасности также активно используются такие понятия, как:
Ущерб — негативное изменение ценностей субъекта, то есть изменение, которое отрицательно, негативно влияет на его жизнедеятельность, и потому нежелательно.
Риск — сочетание вероятности и последствия наступления неблагоприятных событий
.
Защищённость — обеспеченность средствами поддержания необходимого уровня и (или) качества защиты жизненно важных средств, субъектов от снижения пользы и (или) увеличения вреда
.

## Задачи
Основными задачами теории национальной безопасности являются
:
- Обзор научных знаний по проблемам безопасности, их классификация, выявление мировоззренческой основы, уровня развития, особенностей, а также обоснование необходимости и возможности общей теории национальной безопасности и решаемых ею задач.
- Решение методологических проблем теории (отбор и оценка исследовательских подходов, приёмов, методик и др.), позволяющих более эффективно разрабатывать проблемы исследования.
- Анализ и определение наиболее фундаментальных понятий, которыми оперирует теория и общая характеристика отражаемых этими понятиями явлений.
- Философско-социологическая и политологическая характеристика природы и сущности опасностей и угроз, возникающими под воздействием социальных сил и факторов, разработка социально-политических концепций безопасности, сравнительный анализ систем безопасности и методов её обеспечения.

## Объект и субъект
Основным объектом теории установлены
: личность (её права и свободы), общество (материальные и духовные ценности), государство (его конституционный строй, суверенитет и территориальная целостность).
Основным субъектом является
 государство, осуществляющее функции в области национальной безопасности через органы законодательной, исполнительной и судебной власти.

## Связь с другими науками
Проблемы национальной безопасности связаны с человеком, обществом и государством. Поэтому рассматриваемая теория национальной безопасности сопряжена со следующими науками: социологией, политологией, психологией, философией, конфликтологией, системологией, юридическими, экономическими, военными и другими науками. Теория национальной безопасности нацелена на решение стыковой, комплексной проблемы и иллюстрирует современную условность разделения наук.

## Методологическая база
Методологические функции по отношению к теории национальной безопасности выполняют
:
Общая теория систем (системология), так как её объектом выступают те же системы и рассматриваемая теория решает проблемы их стабильности, сохранности, защищенности, безопасности в условиях воздействия на них деструктивных сил.
Конфликтология, потому что деструктивные воздействия в социальной сфере сопряжены с конфликтными ситуациями.
Общая теория управления, поскольку предотвращение опасностей и угроз национальной безопасности невозможно без определённых информационно-управляющих воздействий.

## Исследовательские методы и подходы
В соответствии с предметом, объектом, задачами и месту в системе научных знаний теория национальной безопасности использует совокупность определённых исследовательских методов
:
Философскую основу составляют идеи и установки реализма, прагматизма, диалектики. Это принципы реалистичности, объективности и конкретности оценок, опора на практику и признание её решающей роли. На основании этого, выявление и анализ противоречий практики и отражающей её теории безопасности лежит в основе всего исследования и определяет характер других методов.
Особое значение для рассматриваемой теории имеет сочетание исторического и логического подходов, когда теоретический анализ проблем соотносится с историческими фактами, а рассмотрение истории взглядов на опасность и безопасность опирается на определённые теоретические модели и логическую проработку изучаемых проблем.
Изучение теории национальной безопасности опирается на использование системного подхода, который необходим для выяснения сути, места, роли теории безопасности в системе научных знаний, определения содержания и соотношения исходных понятий и анализа факторов опасности.
Эмпирический метод — это наблюдение, эксперимент, опросы, обследования и другое.
Теоретический метод — это анализ, синтез, абстрагирование, сравнение, обобщение, мысленный эксперимент, формализация и другое.
Эвристические методы индивидуального и коллективного характера, используются при решении прогностических или конструктивных задач, осуществлении поиска новых идей, подходов и решений в области обеспечения безопасности.
В теории национальной безопасности большое значение имеет развитие критериев и шкал измерений
, которые используются в количественной оценке и измерении опасности, угроз, степени защищенности и повреждаемости. На основании этих данных формируются количественные и качественные параметры принимаемых управленческих решений, конструкторско-технологических и эксплуатационных нормативно-технических документов, заключений комиссий. Данные параметры необходимы при формировании целей безопасности и оценки эффективности мероприятий для их достижения.